# 배반엽
배반엽(胚盤葉, 영어: blastoderm) 또는 배아원기는 어류·파충류·조류 등의 단황란이 난할을 거쳐 주머니배가 되었을 때 그 표면을 이루는 단일 세포 층을 가리킨다. 체액으로 채워진 주머니배공간을 둘러싼다. 위판과 아래판으로 분화하며, 이어서 낭배 형성을 통해 외배엽·중배엽·내배엽을 만든다. 닭과 같은 난생동물에서 배반엽은 노른자 표면에 나타나는 작은 원반 모양의 구조로 알아볼 수 있다.

## 정의

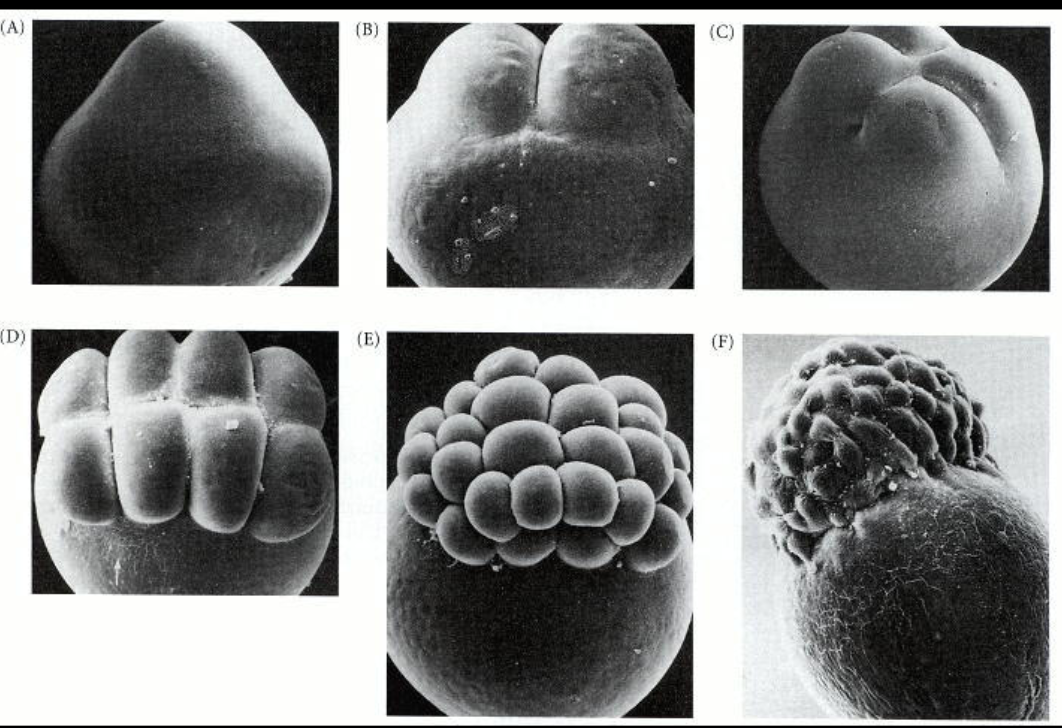
제브라피시의 원반부분난할(discoidal meroblastic cleavage)

어류·파충류·조류의 알은 노른자가 풍부한 식물극(vegetal pole)과 그 반대쪽인 동물극(animal pole)으로 구분된다. 노른자가 많을수록 세포분열이 일어나기 어려우므로 난할은 주로 동물극 쪽에서 빠르게 일어나는데, 이와 같은 난할 방식을 부분난할(meroblastic cleavage)이라고 부른다. 동물극 쪽 세포들은 더 빠르게 분열해서 작아지므로 결국 아래쪽 세포들로부터 떨어져 나와 별개의 층을 이루게 되는데, 이것이 바로 배반엽이다.
동물극 부분에 노른자가 적게 있어서 장차 배반엽으로 발생하게 될 부분을 배반(胚盤, 영어: blastodisc, germinal disc)이라고 부르기도 한다. 하지만 '배반'을 단순히 배반엽의 다른 이름으로 정의하는 경우도 있다.

## 같이 보기
- 발생학
- 난할
- 낭배 형성

## 참고문헌
- Campbell Reece, 생물학 7판, Pearson Publishing, 2005